# 30 Hudson Yards
30 Hudson Yards (también conocido como North Tower) es un rascacielos de oficinas de 387 metros de altura ubicado en el West Side de Manhattan, Nueva York. Se sitúa cerca de los siguientes distritos: Hell's Kitchen, Chelsea y Estación Pensilvania. El edificio forma parte del proyecto de desarrollo urbanístico Hudson Yards, un plan para reurbanizar los West Side Yards de la Metropolitan Transportation Authority.

## Historia
La ceremonia de colocación de la primera piedra tuvo lugar el 4 de diciembre de 2012. Los trabajos de construcción iniciales se centraron en la construcción de una plataforma que cubrirá la mayor parte del Eastern Rail Yard (depósito de trenes), sobre la que se construirá la gran mayoría de la Fase 1 del proyecto. La plataforma se asentará sobre pozos de cimentación (cimientos rellenos de hormigón incrustados en la roca). El 12 de diciembre de 2013, se anunció oficialmente que Tutor Perini Building Corp. había obtenido una licitación valorada en 510 millones de dólares para construir la plataforma.
En 2013, Time Warner anunció sus intenciones de trasladar la mayoría de sus oficinas a 30 Hudson Yards, dejando libre su sede central actual: el Time Warner Center, también propiedad de Related, en Columbus Circle. El traslado se efectuará tras la apertura del edificio, pasando Time Warner a ocupar la mitad del edificio, por debajo de la planta número 38.
El préstamo de construcción se aseguró a mediados de 2015, justo cuando los trabajos de construcción comenzaron. El edificio estará concluido previsiblemente para 2019.
En junio de 2015, comenzaron las obras de 30 Hudson Yards. En enero de 2016, las primeras plantas sobre el suelo de la estructura estaban completadas.

## Arquitectura y diseño
Kohn Pedersen Fox es el encargado de proyectar el edificio. Originalmente iba a tener 408 m de altura, pero luego se redujo a 387 metros, aun así sigue siendo el edificio más alto del proyecto.